# Doko Demo Issyo
Doko Demo Issyo (どこでもいっしよ，lett."Insieme ovunque") è una serie di videogiochi giapponesi della SonyComputer Entertainment. Il primo gioco è stato pubblicato nel 1999 per PlayStation. Nei giochi, i giocatori interagiscono con personaggi con cui possono conversare, nutrirli, fotografarli e giocare a minigiochi. La maggior parte dei giochi è stata pubblicata solo in Giappone, dove Sony ha utilizzato il personaggio della serie, Toro, come mascotte per il marchio PlayStation. Nessun gioco della serie è mai stato tradotto in italiano.

## Storia
Doko Demo Issyo è una serie di lunga data in Giappone, dove ha riscontrato successo commerciale. I giochi presentano i "pokepi" (abbreviazione di "pocket people"), personaggi con cui il giocatore interagisce attraverso una varietà di meccaniche di animali domestici virtuali e minigiochi (ad esempio parlare, mangiare, dormire, fotografare).  Un'importante caratteristica ricorrente è quella di insegnare ai pokepi le parole da memorizzare. La maggior parte dei giochi presenta delle funzionalità di rete per comunicare con gli altri giocatori condividendo "biglietti da visita" o altri dati.
Il primo gioco della serie, Doko Demo Issyo, è stato pubblicato il 22 luglio 1999 per PlayStation. Era possibile trasferire i pokepi sulla PocketStation e interagire con essi sul dispositivo. Il gioco ha venduto oltre 1,1 milioni di copie. Sony ha pubblicato due dischi bonus che aggiungevano più gameplay: Koneko mo Issyo presentava versioni più giovani del pokepi e Modo mo Issyo aveva funzionalità di connettività per telefoni cellulari.
La serie ha toccato diversi generi. Su PlayStation 2, Watashina Ehon consente al giocatore di creare libri illustrati e Toro to Nagareboshi è più simile a un gioco di avventura. Su PlayStation Portable, Rettsu Gakkou! fa sì che il giocatore impari curiosità e giochi a minigiochi. Utilizzando le funzioni di rete della PSP, il giocatore poteva scaricare nuove lezioni distribuite ogni due settimane.
Su PlayStation Vita, Toro's Friend Network crea avatar e una visualizzazione degli amici PlayStation Network del giocatore, consentendo loro di interagire con gli avatar in diversi ambienti 3D.

### Toro
Uno dei personaggi del gioco, Toro Inoue, è diventato una mascotte del marchio PlayStation. Gamesindustry.biz ha scritto nel 2004 che Toro era "saldamente affermato come un'icona culturale in Estremo Oriente" come mascotte di PlayStation. L'Official U.S. PlayStation Magazine scrisse nel 2002 che Toro era ampiamente utilizzato come mascotte in Giappone, ma che la filiale americana della Sony non voleva che una sola mascotte rappresentasse il marchio. Il personaggio è stato utilizzato per diverse campagne di marketing in Giappone, inclusi cartelloni pubblicitari e spot televisivi.  In diverse occasioni, Sony Interactive Entertainment Inc. (Giappone) e lo sviluppatore della serie BeXide hanno organizzato "feste di compleanno" pubbliche per Toro con cibo, beneficenza e lotterie.

## Giochi
| Anno | Titolo                                                                  | Piattaforma d'uscita                | Note |
| ---- | ----------------------------------------------------------------------- | ----------------------------------- | --- |
| 1999 | どこでもいっしょ - Doko Demo Issyo                                      | PlayStation                         | Gioco originale pubblicato per PlayStation. Nel 2004 è stato pubblicato un remake per PlayStation Portable. Negli anni successivi sono usciti anche due dischi bonus con contenuti aggiuntivi. Entrambi richiedevano il gioco originale per essere giocati: - Koneko Mo Issyo ～Doko Demo Issyo Tsuika Disc～ (2000) - ¡Modo Mo Issyo ～Doko Demo Issyo Tsuika Disc～ (2001) |
| 2001 | トロと休日 - Toro to Kyuujitsu                                          | PlayStation 2                       | |
| 2003 | -どこでもいっしょ- 私なえほん - -Doko Demo Issyo- Watashina Ehon        | PlayStation 2                       | |
| 2004 | -どこでもいっしょ- トロと流れ星 - -Doko Demo Issyo- Toro to Nagareboshi | PlayStation 2                       | |
| 2004 | -どこでもいっしょ- トロといっぱい - -Doko Demo Issyo- Toro to Ippai     | PlayStation 2                       | In questo gioco appare per la prima volta il personaggi Kuro. Che subito diverrà un comprimario della saga con Toro. |
| 2006 | -どこでもいっしょ- レッツ学校! - -Doko Demo Issyo- Rettsu Gakkou!       | PlayStation Portable                | Nel 2007 è stata pubblicata una versione abbreviata sottotitolata "Training edition". |
| 2006 | まいにちいっしょ - Mainichi Issyo                                       | PlayStation 3, PlayStation Portable | Versione per PSP intitolata "Mainichi Issyo Portable". Il servizio è terminato nel 2009. |
| 2008 | みんニャのパターGOLF - Minnya no Patta GOLF                             | PlayStation 3                       | Crossover con la serie Everybody's Golf. |
| 2009 | 週刊トロ・ステーション - Shuukan Toro Station                           | PlayStation 3, PlayStation Portable | Servizio terminato nel 2013. |
| 2009 | トロともりもり - Toro to Morimori                                       | PlayStation 3                       | |
| 2011 | Toro's Friend Network                                                   | PlayStation Vita                    | Servizio terminato nel 2015. |
| 2019 | Toro and Friends: Onsen Town                                            | Android, iOS                        | Gioco di puzzle match-three. Servizio terminato nel 2021. |